# Ehrendingen
Ehrendingen es una comuna suiza del cantón de Argovia, situada en el distrito de Baden. Limita al norte con la comuna de Schneisingen, al este con Niederweningen (ZH), al sur con Wettingen, al suroeste con Ennetbaden, al oeste con Freienwil, y al noroeste con Lengnau.
La comuna surgió de la fusión el 1 de enero de 2006 de las antiguas comunas de Oberehrendingen y Unterehrendingen.

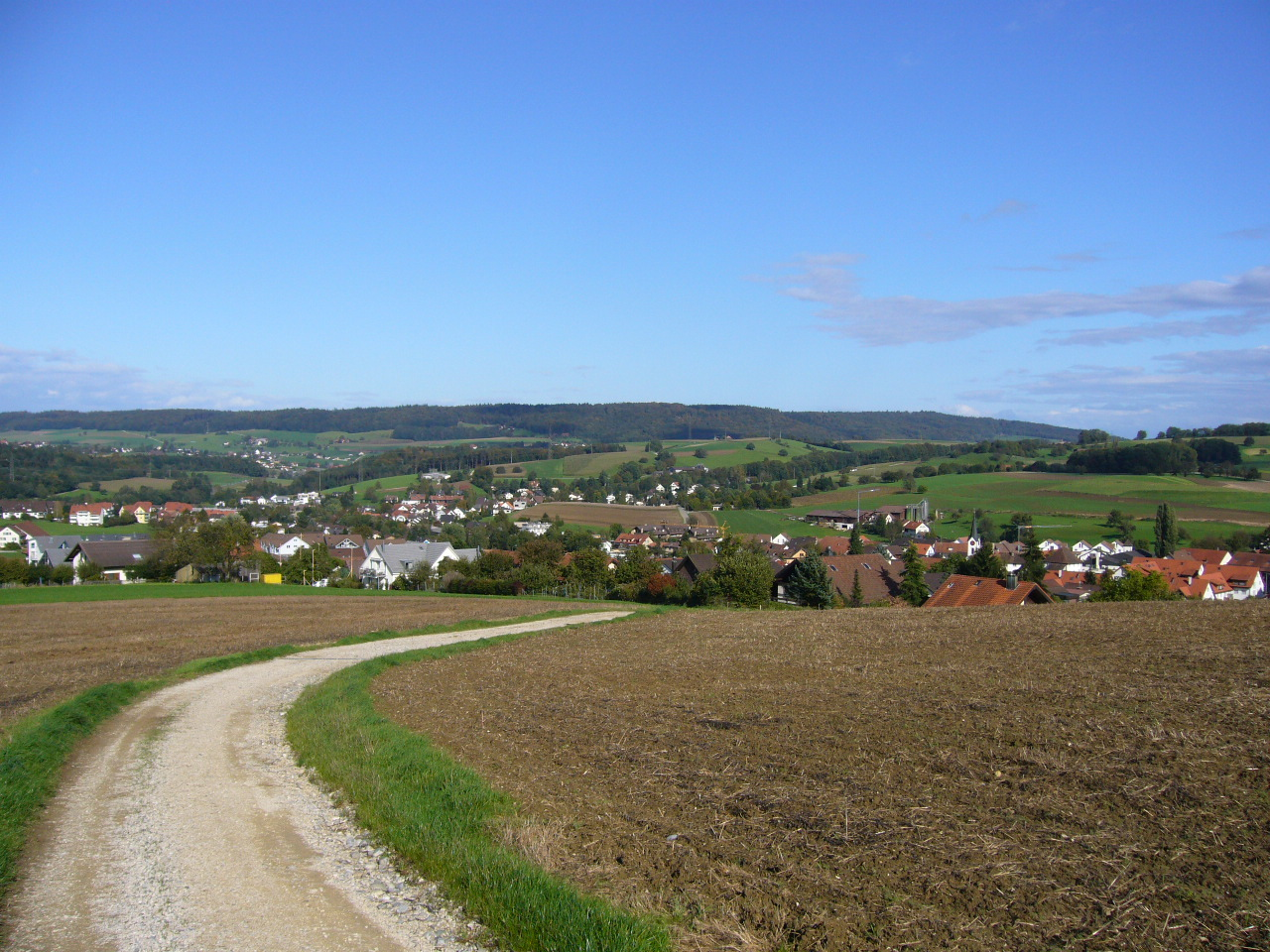
Vista de Ehrendingen.